# Rhabdospora curva
Rhabdospora curva är en lavart som beskrevs av P. Karst. 1878. Rhabdospora curva ingår i släktet Rhabdospora och familjen Mycosphaerellaceae.   Inga underarter finns listade i Catalogue of Life.